# Kebel
Kebel is een plaats in de gemeente Bedekovčina in de Kroatische provincie Krapina-Zagorje. De plaats telt 479 inwoners (2001).